# 博梅
博梅（法語：Beaumé，法語發音：[bome]）是法国上法蘭西大區埃纳省的一个市镇，属于韦尔万区。

## 地理
博梅（49°50'17"N, 4°9'8"E）面积9.18 平方千米，位于法国上法蘭西大區埃纳省，该省份为法国北部内陆省份，北起北部省，西接索姆省和瓦兹省，东临阿登省和马恩省，西南至塞纳-马恩省，东北部与比利时接壤。
与博梅接壤的市镇（或旧市镇、城区）包括：欧邦通、贝斯蒙、伊维耶、勒兹、马蒂尼。

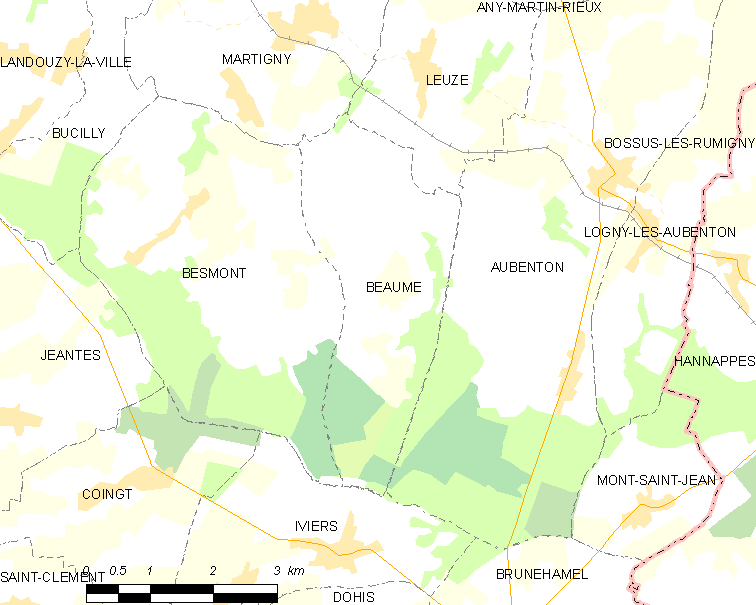
博梅的OSM定位图

博梅的时区为UTC+01:00、UTC+02:00（夏令时）。

## 行政
博梅的邮政编码为02500，INSEE市镇编码为02055。

## 政治
博梅所属的省级选区为伊尔松县。

## 人口

1962-2008年间博梅人口变化图示

博梅于2022年1月1日时的人口数量为84人。